# Caramel (couleur)
Pour les articles homonymes, voir Caramel (homonymie).
Le nom de couleur caramel désigne une teinte de brun, d'après la couleur du caramel, un dérivé du sucre servant en confiserie et comme colorant alimentaire, pouvant donner une gamme de teintes.
Dans les nuanciers commerciaux, on trouve en encres pour les arts graphiques 142 caramel ; en fil à broder 977 caramel.
L'expression couleur caramel est attestée en 1867 dans une description médicale. Le caramel étant utilisé en pharmacie pour la coloration des potions, il sert d'abord de référence pour la couleur dans ce domaine, puis se diffuse à celui de la chimie. La mode dispose, pour les mêmes teintes, de termes plus aguichants (cannelle, café au lait), et qui sentent moins la cuisine (beige, isabelle, aurore). Il est attesté en 1921 dans un feuilleton, pour une description de décoration intérieure.